# Haselberger Bach (Wiese)
Der Haselberger Bach (auch Haselbach) ist ein knapp 1,6 Kilometer langer Bach des Südschwarzwaldes in Schönau im Schwarzwald im baden-württembergischen Landkreis Lörrach. Er entspringt am Osthang des Haselbergs und mündet unterhalb des Schönauer Ortsteils Brand in einen Gewerbekanal, der seinerseits rund 200 Meter weiter in die Wiese mündet.

## Name
Im amtlichen Gewässernetz der LUBW trägt der Bach den Namen Haselbach, auf der dort zugrundeliegenden topographischen Karte und in der Karte des Geoportals Baden-Württemberg, 
heißt er allerdings Haselberger Bach.
In der Historischen Gemarkungsübersicht Baden im Geoportal Baden-Württemberg trägt er ebenso den Namen Haslbergerbach, wie auf dem Meßtischblatt von 1927.
Hier wird der Name Haselberger Bach verwendet.

## Geographie

### Verlauf
Von seinem Quellgebiet östlich des Haselbergs in den Oberen Haselbergmatten auf etwa 735 m ü. NHN verläuft der Bach in südöstlicher Richtung zunächst durch offene Wiesenaue. Von den Unteren Haselbergmatten auf etwa 600 m ü. NHN an quert er für rund 400 Meter den Walddistrikt Gurgel und biegt danach in einem offenen Tal nach Süden ab. 
Rund 200 Meter weiter schwenkt er wieder nach Südosten und erreicht alsbald die Wohnbebauung des Schönauer Ortsteils Brand, an deren Südrand er entlang fließt. Nach verdolter Unterquerung eines Parkplatzes, der B 317 und des Todtnauerliwegs tritt er wieder ans Tageslicht, fließt noch gute 50 Meter durch einen Grünstreifen und mündet dann auf etwa 514 m ü. NHN von rechts und Nordwesten in den Gewerbekanal „NN-CN8“, * der seinerseits nach 200 Metern von rechts in die Wiese mündet.
Der knapp 1,6 km lange Lauf des Haselberger Bachs endet gut 220 Höhenmeter unterhalb seiner Quelle, er hat somit ein mittleres Sohlgefälle von etwa 14 %.

### Einzugsgebiet
Das naturräumlich zum Südschwarzwald gehörende Einzugsgebiet ist gut 90 ha groß und liegt vollständig auf dem Gemeindegebiet von Schönau im Schwarzwald. Der höchste Punkt des Einzugsgebiets liegt im Nordwesten auf dem Gipfel des Haselbergs auf 796,7 m ü. NHN.
Die Einzugsgebiete der folgenden Nachbargewässer grenzen an:
- Im Norden konkurriert der Zebetsmattbach, der weiter oberhalb in die Wiese mündet;
- im Nordosten und Süden werden die Gebiete von der Wiese selbst entwässert;
- jenseits der südwestlichen Wasserscheide liegt das Einzugsgebiet des Böllenbachs mit seinem linken Nebenlauf Lehbächle, der sich direkt unterhalb des Haselberger Bachs in die Wiese ergießt.

### Zuflüsse
Auf der amtlichen Gewässerkarte sind keine Zuflüsse verzeichnet.

### Flusssystem Wiese
- Fließgewässer im Flusssystem Wiese